# Armin Grünewald
Armin Grünewald (* 28. Dezember 1930 in Löwenberg in Schlesien; † 9. August 1993 in Aachen) war ein deutscher Journalist. Er war stellvertretender Regierungssprecher unter den Bundeskanzlern Willy Brandt und Helmut Schmidt.

## Werdegang
Armin Grünewald ging in Flensburg bis zum Abitur 1951 zur Schule. Zum Studium der Volkswirtschaft ging er nach einem kurzen Sprachenstudium in Montreux 1952 nach Kiel. Er bestand die Diplomprüfung an der Kieler Universität 1955. Grünewald blieb zunächst in Kiel, am dortigen Institut für Weltwirtschaft und verfasste seine Dissertation zur Erlangung des Dr. sc. pol.; Fritz Baade war 1957 sein Doktorvater.
Erste Station der Journalistenkarriere Grünewalds war das Ressort Wirtschaft der Stuttgarter Zeitung. Zunächst war er Redakteur in Stuttgart, vier Jahre später, 1961, Korrespondent in Bonn, 1972 Redaktionsleiter im Bonner Büro. Im Januar 1973 wurde er stellvertretender Regierungssprecher unter Bundeskanzler Willy Brandt. Chef des Bundespresseamts und Regierungssprecher war Rüdiger von Wechmar. Grünewald behielt sein Amt auch nach dem Kanzlerwechsel zu Helmut Schmidt 1974; ab 1976 trat Klaus Bölling an die Stelle von Wechmars. Nach der Bundestagswahl 1980 schied Grünewald aus dem Bundespresseamt aus, ihm folgte Wolfgang Gibowski. Grünewald ging zum Deutschen Industrie- und Handelskammertag; 1981 wurde er dort Leiter der Abteilung Außenhandelskammern.

## Amtsführung und Amtsverständnis
Grünewald war aufgrund seiner Vorbildung ein wirtschaftspolitischer Experte, auch Helmut Schmidt vertraute seinem Sachverstand auf diesem Gebiet. Er beschränkte sich auf das Amt des stellvertretenden Regierungssprechers, die mit der stellvertretende Leitung des Bundespresseamts verbundenen Verwaltungstätigkeiten überließ er Norbert Burger. Grünewald war parteilos, galt aber als der SPD nahestehend. Dennoch verstand er sich als Vertreter eines Verfassungsorgans, nicht einer parteipolitischen Linie. Seiner Rolle als Regierungssprecher maß er sowohl eine Außenwirkung auf Journalisten und Öffentlichkeit bei, als auch eine Rückwirkung auf die Regierung.
Als wichtiges Instrument Pläne und Erwägungen der Regierung zu vermitteln, betrachtete er Hintergrundgespräche mit Journalisten. Im Stil unterschied sich Grünewald – bedächtig und auf die Gesamtregierung bezogen – von Bölling, der sein Amt als näher am Bundeskanzler verstand. Das Verhältnis der beiden war nicht immer ungetrübt.

## Auszeichnungen
- Kommandeur des französischen Nationalverdienstordens, 1975
- Bundesverdienstkreuz 1. Klasse, 1980
- Commandeur der Ehrenlegion, 1981[1]

## Schriften
- Die Bewässerungswirtschaft in der Welternährungswirtschaft. Universität Kiel 1957 (Dissertation)
- Als Herausgeber: Der Mann der Brücken schlug – Erinnerung an Klaus Dieter Arndt. Gedenkschrift zum 50. Geburtstag. Duncker & Humblot, Berlin 1977, ISBN 3-428-03986-6.

## Privates
Grünewald war sehr an Musik interessiert und hatte zunächst ein Musikstudium angestrebt. Er war verheiratet und hatte zwei Kinder. Spätestens von Mitte der 1970er-Jahre bis zu seinem Tod wohnte er in Rheinbreitbach (Ortsteil Breite Heide). Seine Beisetzung erfolgte auf dem Waldfriedhof Rheinbreitbach.